# Waynesburg (Ohio)
Waynesburg es una villa ubicada en el condado de Stark, Ohio, Estados Unidos. Tiene una población estimada, a mediados de 2022, de 920 habitantes.

## Geografía
La localidad está ubicada en las coordenadas 40°40′5″N 81°15′36″O / 40.66806, -81.26000 (40.668139, -81.259874). Según la Oficina del Censo de los Estados Unidos, tiene una superficie de 1.28 km², correspondientes en su totalidad a tierra firme.

## Demografía
Según el censo de 2020, en ese momento había 925 personas residiendo en la localidad. La densidad de población era de 722.66 hab./km². El 91.35% de los habitantes eran blancos, el 1.30% eran afroamericanos, el 0.22% eran amerindios, el 0.11% era asiático, el 0.43% eran de otras razas y el 6.59% eran de una mezcla de razas. Del total de la población, el 1.30% eran hispanos o latinos de cualquier raza.